# Державна дума Федеральних зборів Російської Федерації VIII скликання
Державна дума Федеральних зборів Російської Федерації восьмого скликання була обрана 19 вересня 2021 року . Її повноваження відповідно до частини 1 статті 96 Конституції Російської Федерації триватимуть до вересня 2026 року . Дума може бути достроково розпущена президентом, але не раніше, ніж через рік після початку роботи.

## Вибори
Вибори VIII скликання відбулися 17-19 вересня 2021 року, завершившись в єдиний день голосування 19 вересня. На червень 2021 року 32 російських політичних партії мали право брати участь у виборах. При цьому партіям, які на попередніх виборах отримали мандати за партійним списком або набрали понад 3 % голосів, або тим, хто представлені хоча б в одному з регіональних парламентів, дозволялося брати участь у виборах без збору підписів. Після виборів VII скликання пільги втратили партії ПАРНАС і «Громадянська сила», ще дві партії з пільгою — «За правду» і «Патріоти Росії» — об'єдналися зі «Справедливою Росією», утворивши єдину партію « Справедлива Росія — За правду». Таким чином, залишилося 14 партій, які могли висуватися на вибори без збору підписів:
- Громадянська платформа
- Єдина Росія
- Зелена альтернатива
- Зелені
- Комуністична партія Російської Федерації
- Комуністи Росії
- Ліберально-демократична партія Росії
- Нові люди
- Партія Росту
- Родіна
- Російська партія пенсіонерів за соціальну справедливість
- Російська партія свободи і справедливості
- Справедлива Росія — За правду
- Яблуко

Решта 18 партій для участі у виборах 2021 року мали зібрати не менше 200 тисяч підписів на свою підтримку.

## Прогнози і реальність
Згідно з рядом доповідей, які публікувались агентством ІНСОМАР, Фондом розвитку громадянського суспільства та Експертною інститутом соціальних досліджень (ЕІСІ) в березні 2021 року «Єдина Росія» мала зберегти в парламенті VIII скликання конституційну більшість — що і сталося. За прогнозом, в результаті голосування по спискам «Єдина Росія» була здатна отримати 111 місць з 225, тобто 49,3 % депутатських мандатів — фактично за списком вона отримала 126 місць, тобто 56 % депутатських мандатів.
Багато депутатів-єдиноросів, з якими асоціюються заборонні і непопулярні закони останнього п'ятиріччя, як передбачалося, не будуть переобиратися — так і виявилося: не менше ста депутатів не стали претендувати на місце у восьмому скликання. Однією з причин може бути те, що ці депутати вважали, що не мають морального права претендувати на переобрання після того як вони, підкоряючись фракційній дисципліні, проігнорували думку народу і підтримали пенсійну реформу. Експерти припускають, що В'ячеслав Володін може залишити пост спікера.
Не було сумнівів, що разом з «Єдиною Росією» до Держдуми пройдуть КПРФ, ЛДПР і «Справедлива Росія — За правду» (і ці партії знову представлені в Думі), а головна інтрига виборів вбачалася в тому, чи з'являться ще фракції. Як варіанти називалося проходження Російської партії пенсіонерів «За справедливість», партії « Яблуко», партії «Нові люди» та "Зеленої альтернативи ". Висловлювалися думки, що фракцій може стати до шести — за фактом, до Держдуми, хоча і на межі, пройшли «Нові люди» (і стало п'ять фракцій).

## Склад
21 вересня 2021 року ЦВК Росії опублікував розподіл місць за підсумками виборів: Єдина Росія — 324 місця, КПРФ — 57, Справедлива Росія — за правду — 27, ЛДПР — 21, Нові люди — 13, Партія зростання, Громадянська платформа і Батьківщина — по одному місця, п'ять самовисуванців у мажоритарних округах Офіційні підсумки Центрвиборчком підбив в п'ятницю 24 вересня. При цьому КПРФ не визнала результати виборів в Москві, вважаючи їх спотвореними на користь «Єдиної Росії» за рахунок електронного голосування.

## Оцінки та можлива фальсифікація
На думку політолога Михайла Виноградова, восьме скликання не буде якісно відрізнятися від сьомого. Ілля Гращенков вважає, що новий парламент буде керуватися в своїй роботі ідеологією «обложеної фортеці» або «транзиту».
Ще до виборів, в липні 2021 року в Європарламенті пролунала пропозиція визнати VIII скликання Держдуми нелегітимною, якщо голосування пройде з порушеннями. Також не всі держави світу, включаючи, перш за все Україну, визнали вибори в окупованому Криму. Цю ініціативу підтримав комітет Європарламенту з міжнародних справ.
Партійне представництво в Думі VIII скликання не відповідає істинній картині переваг в російському суспільстві. Перед виборами рейтинг правлячої партії «Єдина Росія» становив близько 35 %, А в підсумку вона зайняла понад 70 % крісел. Основна причина спотворень не в фальсифікаціях, а в специфіці мажоритарної системи відносної більшості при виборах по одномандатних округах. При малій популярності і великої кількості кандидатів (коли виборцю доводиться судити про людину по його партійної приналежності) невеликого перевищення рейтингу правлячої партії над рейтингом будь-якої іншої партії досить для того, щоб лише за статистичних причин кандидати-опозиціонери майже не мали шансів.